# Nácara

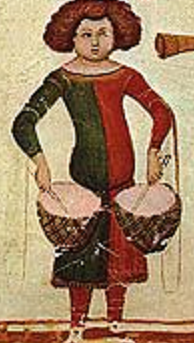
Tocador de nácaras. Miniatura medieval.

Nácara, tímpano o timbal medieval es un instrumento de percusión membranófono semiesférico, de la época medieval, que era usado en la antigua caballería. Usualmente se tocaba un par de nácaras con baquetas. El instrumento, proveniente de las regiones árabes y turcas, fue adoptado en Europa durante las Cruzadas tras el contacto con músicos sarracenos que tocaban los tambores. El instrumento se difundió rápidamente y llegó a Inglaterra en el siglo XIV. Pasó a formar parte del instrumental medieval europeo tocado en procesiones, celebraciones y música de danza, y de música popular en países del Cáucaso (ghosha nagara).
El término árabe naqqara se convirtió en nacaires (plural en francés), naccheroni (plural en italiano) y nakers (plural en inglés). 
Este tipo de tambor dio origen al timpani o timbal de concierto en el siglo XVI.